# فولتا كولومبيا 2012
طواف كولومبيا 2012 (بالإسبانية: Vuelta a Colombia 2012)‏ هو سباق دراجات هوائية، وهو الموسم رقم 62 من السباق، وأقيم خلال الفترة 12 يونيو 2012، وحتى 24 يونيو 2012، وامتدّ لمسافة 1704.4 كيلومتر، وهو أحد سباقات طواف أمريكا للدراجات 2011–12، وهو من نوع  سباق المرحلة، وقد شارك في السباق  192 متسابقاً ووصل إلى نهايته  138 متسابقاً.
فاز فيه بالمركز الأول  فيليكس كارديناس، وبالمركز الثاني  اليخاندرو راميريز، وبالمركز الثالث  Flober Peña ‏، والفائز حسب ترتيب السرعة  Karol David Torres ‏، والفائز حسب ترتيب النقاط للشباب   استيبان تشافيس، والفائز حسب ترتيب التسلق  فرناندو كامارغو، والفريق الفائز في ترتيب الفرق  Lotería de Boyacá.

## الفائزون
| الترتيب       | الفائز              |
| ------------- | ------------------- |
| الفائز        | فيليكس كارديناس     |
| الثاني        | أليخاندرو راميريز   |
| الثالث        | Flober Peña ‏        |
| تسلق الجبل    | فرناندو كامارغو     |
| سباقات السرعة | Karol David Torres ‏ |
| أفضل شاب      | استيبان تشافيس      |
| الفريق        | (label missing)     |